# Hétérozygote
Un organisme est hétérozygote pour un gène quand il possède deux allèles différents de ce gène sur un même locus pour chacun de ses chromosomes homologues.
Un tel organisme doit être au minimum diploïde (deux chromosomes homologues dans chaque cellule), ou polyploïde (plus de deux chromosomes homologues dans chaque cellule). Dans les organismes diploïdes, les deux différents allèles sont hérités des gamètes des deux parents. Ces différents allèles sont des versions différentes de cette partie du programme génétique.
Un allèle peut avoir priorité sur un autre (on dit alors qu'il est dominant) mais deux allèles peuvent aussi s'exprimer simultanément dans un même trait (allèles ni dominants ni récessifs). Dans de tels cas, les deux allèles influent sur le phénotype de l'hétérozygote. Par exemple, une plante à fleurs rouges croisée avec une plante à fleurs blanches donnera une plante à fleurs roses.
Dans d'autres cas, le phénotype de l'hétérozygote « exprime » les deux allèles. Par exemple, quand un individu homozygote porteur d'un sang de type A féconde un individu porteur d'un sang de type B, ils donnent naissance à une descendance générant des marqueurs A et B (on parle alors de codominance).
L’hétérozygotie, le fait d’être hétérozygote, diminue le risque d'expression d'allèles délétères récessifs et permet de disposer de versions différentes du même gène, ce qui peut être une garantie d'adaptabilité face à des conditions environnementales changeantes.

## Utilisation du terme
Le terme porteur « hétérozygote » s'utilise autant en physiologie qu'en pathologie.

### En physiologie
Le phénotype rhésus des groupes sanguins est soit positif soit négatif. L'allèle positif étant dominant par rapport à l'allèle négatif, le phénotype groupe Rhésus positif correspond soit à deux allèles positifs, soit à un allèle positif et un allèle négatif. En cas de grossesse chez une femme rhésus négatif avec un procréateur rhésus positif, la détermination du caractère homozygote ou hétérozygote du procréateur permet de calculer la probabilité d'avoir un enfant rhésus positif.

### En pathologie
- En cas de maladie à transmission autosomique dominante, la personne malade est soit homozygote (ce qui est très rare) soit hétérozygote.

- En cas de maladie à transmission autosomique récessive, la personne malade est toujours homozygote. Si les deux locus ont chacun un allèle mutant différent, on parle d'« hétérozygote composite ». Les personnes souffrant d'une maladie à transmission autosomique récessive ont des parents « hétérozygotes obligatoires ».

- En cas de transmission récessive liée à l'X, les femmes sont très souvent hétérozygotes et n'expriment pas la maladie, tandis que les hommes sont (forcément !) hémizygotes (ils ne portent qu'un seul chromosome X) et expriment toujours la maladie. Une femme peut être « hétérozygote symptomatique » en raison de l'inactivation non aléatoire du chromosome X.

- L'hétérozygotie composite se caractérise par la présence de deux allèles différents mutés, l'un venant de la mère, l'autre venant du père fréquent dans le cas de la mucoviscidose par exemple. Bien que les anomalies soient différentes, l'individu est homozygote pour la maladie.
- La double hétérozygotie désigne deux anomalies situées sur deux gènes différents ; elle ne doit pas être confondue avec l'hétérozygotie composite.